# Péterffy Jenő
Péterffy Jenő (vitéz lófő kibédi Péterrfy Jenő, Bánffyhunyad, 1899. május 1. – Budapest, 1945. december 21.) csendőr ezredes, 1944 tavaszán a nagyváradi csendőr-tanzászlóalj parancsnokaként szerepet játszott a helyi zsidóság gettósításának és deportálásának megszervezésében. Ugyanez év őszén a kolozsvári IX. csendőrkerület parancsnokává nevezték ki. A háború után a politikai rendőrség letartóztatta háborús bűnök vádjával, majd a vizsgálati fogságban tisztázatlan körülmények között életét vesztette.

## Élete, pályafutása
A csendőrtiszti tanfolyamot 1921–1922-ben végezte el, ezt követően előbb a soproni, majd az egri csendőriskolában volt oktatótiszt. 1939-ben őrnaggyá léptették elő, majd az I. (budapesti) csendőrkerület szentendrei szárnyának lett szárnyparancsnoka. 1940 szeptemberében a Magyar Királyi Csendőrség felügyelőjének lett a személyi segédtisztje. 1943-ban a nagyváradi csendőrtanzászlóalj parancsnokává nevezték ki, egyben alezredessé léptették elő.

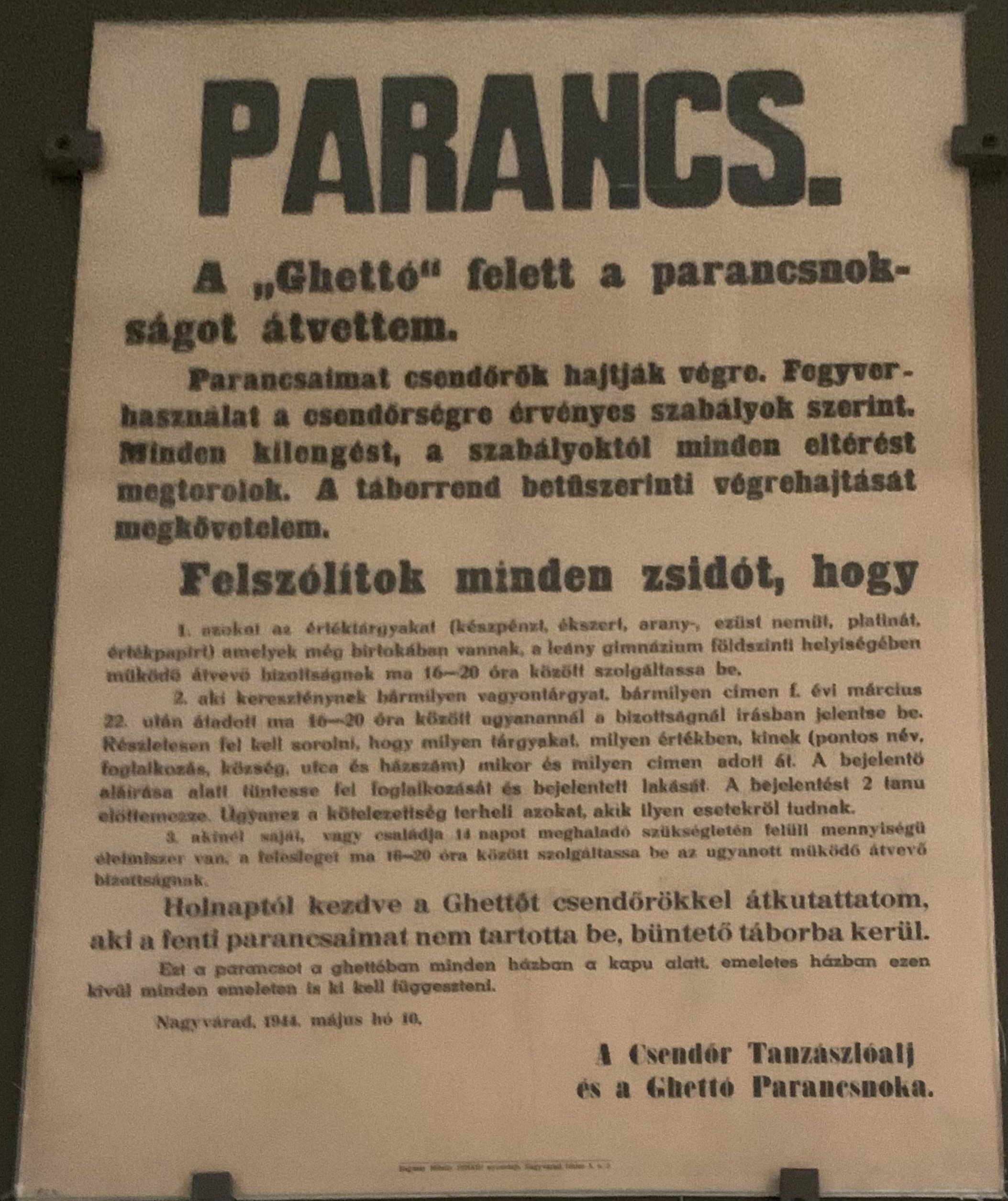
Péterffy Jenő által aláírt rendelet

A német megszállást (1944. március 19.) és a magyarországi zsidóság gettósítására keretet nyújtó törvény meghozatalát követően, dr. Endre László belügyi államtitkár április 29-én Nagyváradra látogatott, ahol a város vezetőségét instrukciókkal látta el a gettó felállítására és a zsidóság összegyűjtésére vonatkozóan, ezen a találkozón részt vett Péterffy Jenő is a csendőrség képviseletében. A kolozsvári népbíróság vádirata szerint május 3. és május 10, között a gettósítást a nagyváradi rendőrparancsnok, Németh Imre százados felügyelte, ezt követően a teljes feladatkört (Paksy-Kiss Tibor közbenjárására) Péterffy vette át, aki egyben a gettósítás adminisztratív hátterével foglalkozó, háromfős „gettó-bizottságnak” is tagja lett (Soós István polgármester lemondását követően Gyapay László alpolgármester és Nadányi János alispánnal egyetemben).
1944. szeptemberében a galántai cendőrzászlóalj parancsnokává nevezték ki, majd október 8-án a IX. kolozsvári csendőrkerület parancsnokává, melynek nagyobb része ekkor már szovjet megszállás alatt volt.
A háború után, 1945-ben Kaposvárott letartóztatta a politikai rendőrség, majd kihallgatás végett a Katonapolitikai Osztály budapesti főhadiszállására szállították. Sorsa máig tisztázatlan. Egyes források szerint 1945. december 21-én kihallgatás közben agyonverték. A hivatalos jelentések öngyilkosságot állapítottak meg a halál okaként. A kolozsvári Világosság napilap tudósítása alapján, 1945 végén felmerült Péterffy esetleges kiadatása Románia számára háborús bűnösként Rajnay-Reiner Károllyal egyetemben, így a csendőrezredes az esetleges kiadását megelőzendő végzett magával.